# Великобритания на зимних Олимпийских играх 1956
Великобритания принимала участие в Зимних Олимпийских играх 1956 года в Кортина-д’Ампеццо (Италия) в седьмой раз, но не завоевала ни одной медали.

## Состав сборной
Сборную страны представляли 10 женщин и 31 мужчина. Они состязались в 5 видах спорта
- бобслей
- горнолыжный спорт
- конькобежный спорт
- лыжные гонки
- фигурное катание

Самой молодой участницей сборной была 12-летняя фигуристка Каролин Патришия Крау. Самым старшим — 35-летний бобслеист Ральф Раффлс.
Флаг на церемонии нёс бобслеист Стюарт Паркинссон.

## Результаты
Наилучшего результата для сборной добилась фигуристка-одиночница Ивонн Сагден, занявшая 4 место.

### Бобслей
Соревнования прошли с 27 января по 4 февраля в Кортина-д’Ампеццо. Длина трассы «Эудженио Монти» составляла 1700 м при высоте в 153 метра. Были разыграны два комплекта наград.
Мужчины. Двойки
| Боб   | Спортсмены                            | 1 заезд | 1 заезд | 2 заезд | 2 заезд | 3 заезд | 3 заезд | 4 заезд | 4 заезд | Итог    | Итог  |
| Боб   | Спортсмены                            | Время   | Место   | Время   | Место   | Время   | Место   | Время   | Место   | Время   | Место |
| ----- | ------------------------------------- | ------- | ------- | ------- | ------- | ------- | ------- | ------- | ------- | ------- | ----- |
| GBR-1 | Клиффорд Кит Шелленберг Джон Рейнфорт | 1:24.52 | 3       | 1:26.57 | 16      | 1:25.88 | 11      | 1:26.39 | 15      | 5:43.36 | 11    |
| GBR-2 | Стюарт Паркинсон Кристофер Уилльямс   | 1:25.63 | 10      | 1:24.53 | 9       | 1:26.73 | 16      | 1:25.94 | 11      | 5:42.83 | 10    |

Мужчины. Четвёрки
| Боб   | Спортсмены                                                      | 1 заезд | 1 заезд | 2 заезд | 2 заезд | 3 заезд | 3 заезд | 4 заезд | 4 заезд | Итог    | Итог  |
| Боб   | Спортсмены                                                      | Время   | Место   | Время   | Место   | Время   | Место   | Время   | Место   | Время   | Место |
| ----- | --------------------------------------------------------------- | ------- | ------- | ------- | ------- | ------- | ------- | ------- | ------- | ------- | ----- |
| GBR-1 | Клиффорд Кит Шелленберг Ролло Брандт Ральф Раффлс Джон Рейнфорт | 1:21.39 | 19      | 1:18.73 | 6       | 1:20.42 | 10      | 1:21.58 | 16      | 5:22.12 | 12    |
| GBR-2 | Стюарт Паркинсон Джон Рид Кристофер Уилльямс Родни Манн         | 1:20.72 | 15      | 1:19.92 | 11      | 1:22.51 | 19      | 1:20.58 | 12      | 5:23.73 | 17    |

### Конькобежный спорт
Мужчины
| Дистанция | Спортсмен     | Результат | Результат |
| Дистанция | Спортсмен     | Время     | Место     |
| --------- | ------------- | --------- | --------- |
| 500 м     | Джон Хирн     | 45.9      | 45        |
| 500 м     | Алекс Коннелл | 45.2      | 44        |
| 500 м     | Джон Кронши   | 42.9      | 21        |
| 1500 м    | Алекс Коннелл | 2:23.0    | 50        |
| 1500 м    | Джон Хирн     | 2:17.5    | 33        |
| 1500 м    | Джон Кронши   | 2:15.0    | 19        |
| 5000 m    | Алекс Коннелл | 8:42.5    | 42        |
| 5000 m    | Джон Хирн     | 8:21.4    | 26        |
| 5000 m    | Джон Кронши   | 8:10.1    | 15        |
| 10000 м   | Джон Хирн     | 17:27.6   | 20        |
| 10000 м   | Джон Кронши   | 17:05.6   | 11        |

### Лыжные гонки
Программа соревнований по сравнению с Олимпийскими играми 1952 года в Осло претерпела серьёзные изменения, у мужчин гонка на 18 км была заменена гонкой на 15 км и была добавлена гонка на 30 км
Мужчины
| Дистанция | Спортсмен      | Результат | Результат |
| Дистанция | Спортсмен      | Время     | Место     |
| --------- | -------------- | --------- | --------- |
| 15 км     | Обри Филдер    | 59:59     | 60        |
| 15 км     | Джон Мур       | 59:31     | 58        |
| 15 км     | Эндрю Морган   | 59:27     | 57        |
| 15 км     | Морис Говер    | 58:58     | 56        |
| 30 км     | Томас Кэрни    | 2'13:41   | 51        |
| 30 км     | Джеймс Спенсер | 2'10:32   | 49        |
| 30 км     | Джон Мур       | 2'08:58   | 47        |
| 30 км     | Эндрю Морган   | 2'03:55   | 45        |
| 50 km     | Ричард Эйлмер  | 4'11:40   | 30        |
| 50 km     | Тоби Грэм      | 3'48:17   | 29        |
| 50 km     | Томас Кэрни    | 3'44:54   | 28        |

Эстафета 4 × 10 км (мужчины)
| Спортсмены                                          | Результат | Результат |
| Спортсмены                                          | Время     | Место     |
| --------------------------------------------------- | --------- | --------- |
| Эндрю Морган Джеймс Спенсер Обри Филдер Морис Говер | 2'38:44   | 14        |

### Фигурное катание
Соревнования прошли с 29 января по 4 февраля на искусственном льду Олимпийского стадиона. Спортсмены соревновались в трёх дисциплинах: в мужском и женском одиночном катании и в парах.
Мужчины
| Спортсмен   | Обязательные фигуры | Произвольная программа | Баллы  | Сумма мест | Место |
| ----------- | ------------------- | ---------------------- | ------ | ---------- | ----- |
| Майкл Букер | 6                   | 6                      | 154.26 | 53.5       | 6     |

Женщины
| Спортсменка        | Обязательные фигуры | Произвольная программа | Баллы  | Сумма мест | Место |
| ------------------ | ------------------- | ---------------------- | ------ | ---------- | ----- |
| Дайана Клифтон-Пич | 13                  | 13                     | 144.75 | 151        | 14    |
| Эрика Батчелор     | 9                   | 12                     | 149.67 | 116        | 11    |
| Ивонн Сагден       | 4                   | 9                      | 156.62 | 53         | 4     |

Пары
| Спортсмены                      | Баллы | Сумма мест | Место |
| ------------------------------- | ----- | ---------- | ----- |
| Каролин Патришия Крау Родни Уад | 9.86  | 93         | 11    |
| Джойс Коутс Энтони Холлс        | 10.00 | 88         | 10    |